# Perito filatelico
Il perito filatelico è una figura professionale specializzata nella verifica, controllo ed eventuale stima degli oggetti di interesse della filatelia (francobolli, aerogrammi, buste affrancate, cartoline postali) al fine di accertarne l'autenticità. Per tale scopo, rilascia appositi certificati fotografici riportanti l'immagine dell'oggetto esaminato. In genere i certificati vengono poi firmati e autenticati con il timbro a secco personale del perito che lo rilascia.
Altre attività svolte dal perito filatelico sono: la stima di collezioni filateliche per la vendita o per effettuare una divisione ereditaria, l'assistenza presso le case d'aste filateliche, l'emissione di perizie legali qualora vengano richiesti da un tribunale per usi civili o penali, perizie assicurative.

## Autenticazione degli oggetti
Dopo aver esaminato l'oggetto da autenticare o da stimare attraverso vari mezzi, il perito filatelico esprime il proprio parere. In genere viene seguita la seguente prassi:
- Apposizione della propria sigla: il pezzo in esame viene siglato a matita con le iniziali del perito. La sigla indica che il pezzo è stato periziato come originale.
- Apposizione della firma per esteso: quando il pezzo è originale e ha una considerevole importanza commerciale.
- Emissione di certificato peritale: garantisce l'autenticità dell'esemplare e ne definisce lo stato di conservazione.
- Rinnovo del certificato: per garantire la futura originalità dell'oggetto è bene far ricontrollare al perito il pezzo tramite il numero di certificato che si trova sullo stesso dopo qualche anno.